# Elektronische Vergabe
Elektronische Vergabe  (kurz E-Vergabe oder eVergabe) bezeichnet die elektronische Durchführung von Verfahren zur Vergabe öffentlicher Aufträge. Kennzeichnend ist die Nutzung von elektronischen Informations- und Kommunikationsmitteln bei der Vergabe von Liefer-, Bau- und Dienstleistungen speziell für die Institutionen des Öffentlichen Sektors nach Maßgabe des Vergaberechts. Die elektronische Vergabe ist ein Teilbereich der elektronischen Beschaffung (E-Procurement).
Durch eine Vielzahl unterschiedlicher technischer Ansätze und Portale sowie fehlende verbindliche Standards ist die Interoperabilität der Anwendungen oft nicht gewährleistet. Auch aus diesem Grund ist die Akzeptanz der elektronischen Vergabe in Wirtschaft und Handwerk bislang gering. Angesichts der wirtschaftlichen Bedeutung des Öffentlichen Auftragswesens soll dies durch die Richtlinien 2014/24/EU und 2014/25/EU („Sektorenrichtlinie“) geändert werden. Ziel der Richtlinien ist eine stärkere Nutzung von e-Vergabe-Systemen in Europa, um über Effizienzsteigerung die Kosten von Vergabeverfahren zu senken.

## Vorgaben aus den EU-Richtlinien
Nach den Erwägungsgründen für die EU-Richtlinie 2014/24/EU vom 26. Februar 2014 sollten elektronische Informations- und Kommunikationsmittel zum Standard der Kommunikation in Vergabeverfahren werden. Eine ausschließlich elektronische Kommunikation – in allen Verfahrensstufen, insbesondere auch bei der Übermittlung der Angebote – sollte durch die Mitgliedsstaaten vorgeschrieben werden. Die dabei eingesetzten Systeme und ihre technischen Merkmale dürfen keinen diskriminierenden Charakter haben und müssen allgemein zugänglich sowie mit den allgemein verbreiteten Erzeugnissen der Informations- und Kommunikationstechnologie kompatibel sein.
Darüber hinaus ermöglichen die Richtlinien den Mitgliedstaaten, unter bestimmten Voraussetzungen „elektronische Auktionen“ durchzuführen, bei denen neue, nach unten korrigierte Preise und/oder neue, auf bestimmte Komponenten der Angebote abstellende Werte vorgelegt werden können.

## Situation in Deutschland
Für Beschaffungen des Bundes im sogenannten Oberschwellenbereich (siehe Schwellenwerte) besteht seit dem 18. April 2017 für zentrale Beschaffungsstellen des Bundes sowie der Länder und Kommunen die Verpflichtung zur ausschließlichen elektronischen Kommunikation mit Teilnehmern und Bietern einschließlich der elektronischen Übermittlung von Teilnahmeanträgen und Angeboten. Bis spätestens 18. Oktober 2018 müssen alle Auftraggeber und Auftragnehmer vollständig auf eine elektronische Kommunikation umgestellt haben. Nicht elektronische Dokumente dürfen nach dem 18. Oktober 2018 nicht mehr angenommen werden. Für Beschaffungen des Bundes im Unterschwellenbereich müssen ab einem Wert von 25.000 EUR spätestens ab dem 1. Januar 2020 Angebote und Teilnahmeanträge über elektronische Mittel eingereicht werden.
Die Pflicht im Oberschwellenbereich betrifft den elektronischen Datenaustausch. Öffentliche Auftraggeber sind nicht verpflichtet, die Angebote elektronisch zu verarbeiten oder die Prüfung und Wertung elektronisch durchzuführen.
Nach deutschem Verständnis beginnt die E-Vergabe mit der elektronischen Veröffentlichung und endet mit dem Zuschlag. Wesentlich weiter ist der E-Procurement-Begriff der EU, der „von der Bekanntmachung bis zur Bezahlung erfolgende Einsatz elektronischer Verfahren für Kommunikation und Vorgangsbearbeitung durch Einrichtungen des öffentlichen Sektors beim Einkauf von Waren und Dienstleistungen oder der Ausschreibung öffentlicher Arbeiten“ umfasst.

### Standard XVergabe
In Deutschland soll der Standard XVergabe es zukünftig ermöglichen, mit einer Anwendungssoftware auf den unterschiedlichen Vergabeplattformen des Bundes, der Länder und privater Anbieter an Ausschreibungen teilzunehmen. XVergabe wird im Rahmen der Vorgaben für den elektronischen Datenaustausch der öffentlichen Verwaltung (XML in der öffentlichen Verwaltung (XÖV)) entwickelt.

### Standard eForms („elektronische Standardformulare“)
Die Durchführungsverordnung (EU) 2019/1780 zur Einführung von Standardformularen für die Veröffentlichung von Bekanntmachungen für öffentliche Aufträge und zur Aufhebung der Durchführungsverordnung (EU) 2015/1986 („elektronische Standardformulare – eForms“) ist bis Herbst 2023 in nationales Recht umzusetzen und sieht vor, dass ab dem 25. Oktober 2023 in EU-weiten Vergabeverfahren (oberhalb der EU-Schwellenwerte) ausschließlich die neuen elektronischen Standardformulare („eForms“) anstelle der bisherigen Formulare nach der Verordnung 2015/1986 verwendet werden müssen. In Zukunft sind nur noch 6 Standardformulare vorgesehen: (1) Planung (2) Wettbewerb (3) Vorankündigung – Direktvergabe (4) Ergebnis (5) Auftragsänderung (6) Änderung. Mit Beschluss vom 10. November 2022 hat der IT-Planungsrat dem Vorschlag zugestimmt, den Standard XVergabe dauerhaft durch eForms-DE zu ersetzen.

### Erwarteter Nutzen der elektronischen Vergabe
Jedes Jahr werden alleine in Deutschland öffentliche Aufträge mit einem Volumen im dreistelligen Milliardenbereich vergeben. Laut einer Studie im Auftrag des damaligen Bundesministeriums für Wirtschaft und Technologie 2008 belaufen sich die volkswirtschaftlichen Gesamtkosten für Vergaben öffentlicher Aufträge jedes Jahr auf ca. 19 Mrd. Euro. Allein 14,3 Mrd. Euro fallen hier für Prozesskosten an, für die Bekanntmachung und Recherche von Ausschreibungen ca. 2 Mrd. Euro sowie für die Anforderung und die Übermittlung von Vergabeunterlagen ca. 980 Mio. Euro. Die Erstellung der Vergabeunterlagen und die Wertung der eingegangenen Angebote machen mit ca. 7 Mrd. Euro den größten Kostenanteil an den gesamten Vergabeverfahren aus und beinhalten damit das meiste Einsparpotenzial.
Neben rein monetären Effekten bewirkt eine transparente Veröffentlichung von Bekanntmachungen im Internet, dass eine weit größere Zahl an Marktteilnehmern angesprochen und so der Wettbewerb verstärkt wird. Zum anderen ist ein hohes Maß an Transparenz ein wichtiges Argument zur Vermeidung von Korruption.
Zuletzt verhilft der Einsatz der E-Vergabe zu einer Standardisierung der Prozesse. Dadurch, dass sich einzelne Referate oder Ämter einer Verwaltung für eine Softwarelösung entscheiden, wird der Vergabeprozess für alle Nutzer vereinheitlicht.

## Vorreiterstellung in Thüringen
In Thüringen wurden die Anforderungen an elektronische Vergabeverfahren gemäß den §§ 10 und 11 der Vergabeverordnung (VgV) im März 2025 präzisiert und modernisiert. Diese betreffen insbesondere die lückenlose Dokumentation sämtlicher Vorgänge und die E-Mail-Kommunikation im Vergabeverfahren. Die neuen Richtlinien bilden einen ausführlichen Rahmen für die erlaubte Nutzung von Drittanbieter-Plattformen und -Software für elektronische Vergabeverfahren.
Folgende Bestandteile wurden neu geregelt:
- Vertraulichkeit und Integrität: SSL-Verschlüsselung und Schutz vor Manipulation
- Verfügbarkeit: Anforderungen an System-Monitoring und Skalierbarkeit der Infrastruktur
- Zugang: Diskriminierungsfreiheit des Zugangs und erleichterte Teilnahme für Bieterinnen und Bieter
- Datenformate: Verwendung von weit verbreiteten Dateiformaten für Lesbarkeit und Verarbeitbarkeit
- Authentifizierung: Regelungen für Zugangscodes auf den Online-Vergabeplattformen
- Dokumentation: Automatische Protokollierung und revisionssichere Nachvollziehbarkeit

Akzeptanz der Neuregelungen
Die neuen Anforderungen sind darauf ausgerichtet, die Transparenz und Sicherheit im Vergabeprozess zu erhöhen. Damit hat Thüringen eine Vorreiterstellung auf Landesebene in Deutschland inne. Sachsen-Anhalt strebt eine Umsetzung nach Thüringer Vorbild an. Die Vergabeplattform des Bundes muss diese Anforderung noch umsetzen. Stand April 2025 erfüllt nur die Online-Vergabeplattform EMMIE – Die VergabeSuite die neuen Vorgaben nach UVgO und VOB für Thüringen vollständig.

## E-Vergabeplattformen
E-Vergabeplattformen dienen dazu, die elektronische Kommunikation zwischen Vergabestelle und Bieter im Rahmen förmlicher Vergabeverfahren zu unterstützen. Häufig unterstützt werden Funktionen für die Veröffentlichung von Bekanntmachungen über die Bereitstellung von Vergabeunterlagen, die Bieterkommunikation bis hin zur elektronischen Angebotsabgabe.

### Hilfsmittel zur Angebotsabgabe
Bei den Möglichkeiten zur Abgabe elektronischer Angebote unter Einsatz der elektronischen Signatur unterscheiden sich die Plattformen darin, dass sie entweder eine webbasierte Lösung zur Angebotsabgabe vorsehen oder eine lokal auf dem Rechner des Bieters zu installierende Applikation bereitstellen. Solche lokal installierte Fat-Client-Lösungen kommen aufgrund verschiedener Sicherheitsaspekte häufiger vor.

#### Webbasierte Angebotsabgabe
Die webbasierte Angebotsabgabe setzt auf dem Rechner des Benutzers lediglich einen aktuellen Webbrowser voraus. Sicherheitstechnisch kann hier vor allem der wesentliche Nachteil bestehen, dass die vertraulichen Daten des Bieters nicht bereits auf dem Rechner des Bieters verschlüsselt und erst dann an die Vergabeplattform übertragen, sondern bei der Eingabe durch den Bieter ohne Ende-zu-Ende-Verschlüsselung übermittelt werden.

#### Fat-Client-Lösungen
Im Gegensatz zur webbasierten Angebotsabgabe ist bei lokal installierten Fat-Client-Lösungen neben dem für den Zugang zur E-Vergabeplattform erforderlichen Webbrowser auch die Installation zusätzlicher Software bzw. eines Clients auf dem Rechner des Bieters erforderlich. Vorteil dieser Variante ist, dass die vertraulichen Daten lokal elektronisch signiert und verschlüsselt werden, bevor sie an die Vergabeplattform übertragen werden.

### Bekanntmachungsplattformen
Von den E-Vergabeplattformen sind Bekanntmachungsplattformen abzugrenzen. Diese dienen als reine Informationsplattform für Bekanntmachungen im Rahmen von Vergabeverfahren. Zu diesen gehören auch die offiziellen Plattformen TED (Tenders electronic daily), dem ehemaligen Amtsblatt S der EU, in der alle Bekanntmachungen von Ausschreibungen EU-weit veröffentlicht werden müssen, deren erwarteter Auftragswert oberhalb eines definierten Schwellenwerts liegt. Das nationale Pendant in Deutschland ist die Plattform bund.de. Es existieren noch viele andere Ausschreibungsportale, auch regional abgegrenzte Portale.

## Vergabemanagementsysteme
Vergabemanagementsysteme unterstützen die internen Abläufe der Vergabestelle und übernehmen insbesondere auch die revisionssichere Dokumentation der Vergabe im Rahmen einer elektronischen Vergabeakte (E-Vergabeakte). Solche Vergabemanagementsysteme können ergänzend zu einer E-Vergabeplattform zum Einsatz kommen und gehören zum Bereich der E-Vergabe im weiteren Sinne.